# Château d'Oria
Le château souabe d'Oria, est une forteresse médiévale située au centre historique de la commune d'Oria, province de Brindisi dans les Pouilles,.
Autrefois, cette zone était occupée par l'acropole messapienne, probablement dotée de murailles vers le VIe siècle av. J.-C. comme cela est encore en partie visible quelques centaines de mètres plus bas sur la place de la cathédrale.

## Historique
Le Château d'Oria est un monument national. Compte tenu de l'importance stratégique du territoire d'Oria (qui séparait souvent les territoires byzantins de ceux des Goths avec différentes nuances de domination), même sans preuves archéologiques, il faut supposer l'existence d'un premier noyau fortifié dès le Haut Moyen Âge. Plus tard (XIe siècle), il doit y avoir eu une forme de défense/contrôle de la ville et du territoire réalisée par les Normands qui inféodèrent la ville. La tour carrée fait probablement référence à ce premier noyau du château, qui fut ensuite en partie incorporé à des structures d'époques ultérieures. Le manoir a subi de nombreuses modifications à l'époque de Frédéric II le Souabe (1225-1233), au point qu'il est généralement appelé le « castello svevo » ; certaines sources locales disent que "Stupor mundi" a lui-même construit le château, en réalité il est plus réaliste de penser que Frédéric II l'a agrandi et l'a modifié en fonction des nouveaux besoins de résidence : en effet on sait qu'à l'occasion de son mariage avec Yolande de Brienne a accueilli de nombreux invités d'honneur. D'autres modifications importantes ont été réalisées à l'époque angevine à laquelle appartiennent les tours cylindriques dites du salto et du cavaliere. Le donjon normand-souabe d'origine a été fortement réadapté, comme l'ensemble de la structure, également au cours des XVe et XVIe siècles, en l'adaptant aux nouveaux besoins défensifs, nés de l'adoption des armes à feu, et en l'équipant ainsi de nombreuses canonnières dans certaines régions, encore visible aujourd'hui. Enfin, il fit l'objet d'ajouts, de restaurations et de reconstructions entre les XIXe et XXe siècles : en 1897, le château fut dévasté par le cyclone qui frappa la ville d'Oria.
À de nombreuses reprises, le château dut résister à des sièges, comme celui de Manfred de Sicile, ou aux assauts de Jacopo Caldora (1433), Pietro de Paz (1504) qui ne parvinrent pas à prendre la forteresse. Outre les invités au mariage de l'empereur Frédéric II, le château a également accueilli la reine Marie d'Enghien (1407), son mari Ladislas Ier roi de Naples (1414), la princesse Isabelle de Tarente et le roi Ferrante d'Aragon (1447) ; un épisode très important pour l'époque est le départ d'Alphonse II de Naples d'Oria pour libérer Otrante des Turcs (1480). Même ces derniers temps, elle a été une destination pour des personnalités et des érudits italiens et étrangers tels que : Marie-José de Belgique, Margaret du Royaume-Uni, le cardinal Eugène Tisserant, les princes de la maison de Habsbourg, l'historien allemand Theodor Mommsen, l'écrivain Paul Bourget, Ferdinand Gregorovius.
Le 15 décembre 1933, la Commune d'Oria céda le Château à la famille Martini Carissimo, recevant en échange le Palais Martini, utilisé plus tard comme siège municipal. Les Martini Carissimo ont restauré le château avec l'aide de l'architecte Ceschi. En considération de l'effort réalisé par la famille Martini Carissimo, le roi d'Italie Victor-Emmanuel III a voulu conférer à cette famille, anciens comtes et patriciens de Bénévent, le titre de comtes de Castel d'Oria.

## Statut actuel

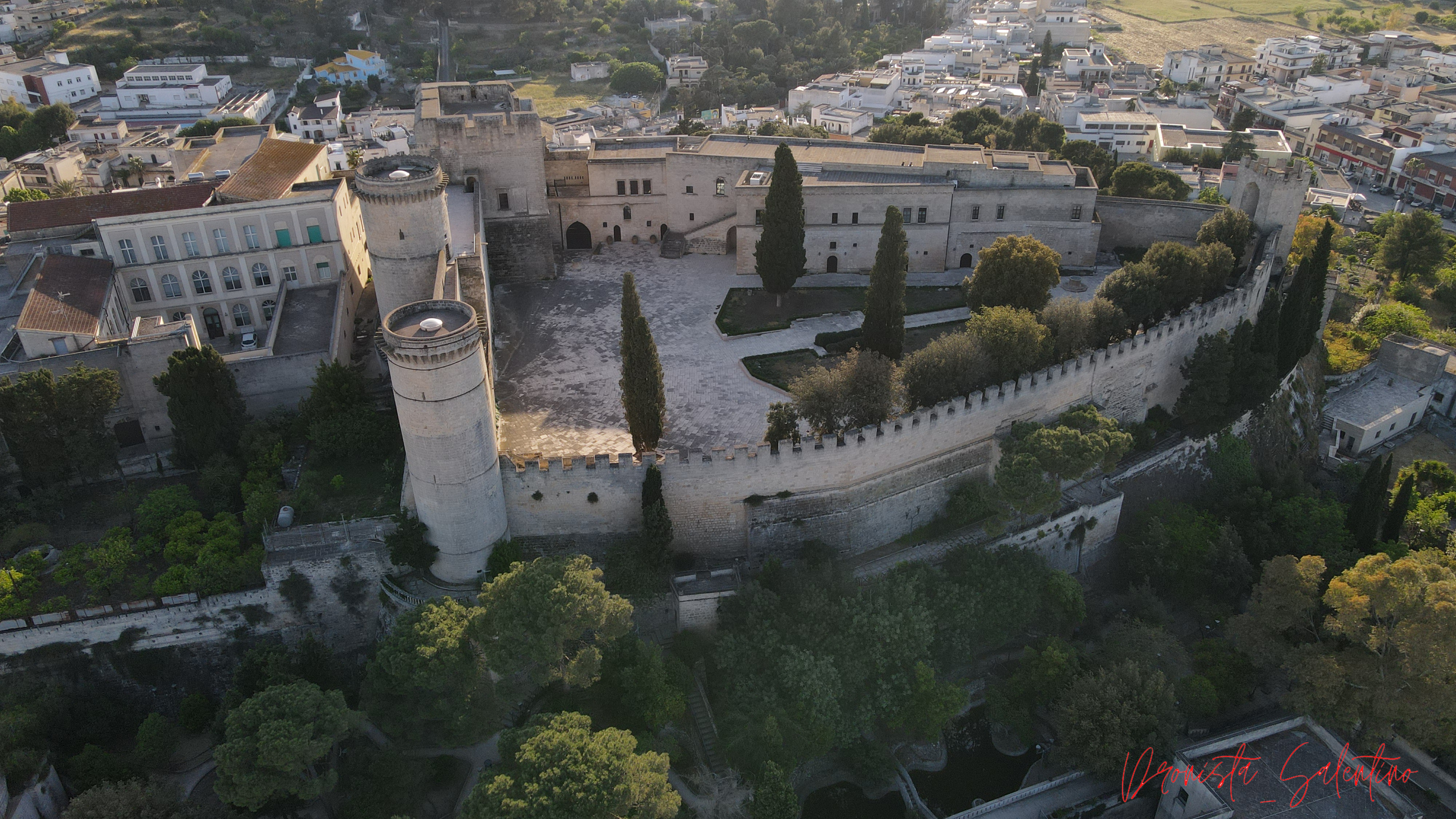
Vue aérienne du château.

Le 2 juillet 2007, le château a été acheté par la société Borgo Ducale Srl des époux Romanin, qui ont réalisé d'impressionnants travaux de rénovation et de restauration. Ces travaux ont été soumis au contrôle du pouvoir judiciaire qui a imposé de petits changements qui ont ensuite été mis en œuvre.

## Architecture
Le manoir a la forme d'un triangle isocèle, dont le sommet est constitué par la Torre dello Sperone, orientée vers le nord. Il y a ensuite le donjon (probablement normano-souabe) et ultérieurement les deux tours cylindriques : la Torre del Salto et la Torre del Cavaliere.

### La tour carrée
Située à l'extrémité nord du manoir, la Torre dello Sperone (tour « à éperon ») remonte probablement à la période souabe, soit les XIIe et XIIIe siècles ; sa forme haute et élancée était particulièrement adaptée à la défense par les archers, en effet sur la face de cette tour il y a quelques ouvertures meurtrières utilisées par ceux qui se défendaient. Cette tour faisait partie de la défense avancée du château, même si le côté du château était déjà naturellement bien protégé par la colline escarpée. Contrairement au côté opposé, bien mieux défendu et orienté vers le centre-ville, la tour est équipée de petites consoles et de merlons guelfes.

### Le donjon
Dans la zone sud du château se trouve le Mastio (donjon) probablement de l'époque normande, qui trouve confirmation dans le monde anglo-saxons et normand, la structure normande ne représente cependant rien de plus qu'un début sur lequel de nombreuses modifications ont été apportées au fil des siècles depuis la période souabe, puis jusqu'au du Moyen Âge tardif. La base de cette imposante tour est pyramidale pour être mieux défendable du haut et non attaquable par le bas, sauf à l'aide de l'artillerie. Ce type de tour abrupte a également de nombreuses comparaisons dans le Salento, comme dans le château de Mesagne et celui de Galatone, pour n'en citer que deux. Le donjon est également équipé de corbeaux.
À partir de la fin du XVe siècle, la structure fut équipée de moyens de défense/attaque avec armes à feu. Il est probable que ce noyau du château pourrait représenter le premier noyau du manoir, à côté duquel se développera plus tard tout le bâtiment défensif. Au début comme dans d'autres cas : Château de Lecce, Château de Copertino, Galatone, Mesagne, etc. Le donjon devait être un seul bâtiment défensif isolé auquel on accédait via un pont-levis. Une trace de ceci pourrait être une porte aujourd'hui murée où peut-être l'accès aurait pu avoir lieu à l'origine. L'intérieur est séparé par un mur qui crée deux pièces avec des arcs en plein cintre. Les trous des échafaudages utilisés pour la construction du château et les restes d'une cheminée sont encore visibles sur les murailles, ce qui indique la présence d'un deuxième étage de la tour qui fut évidemment démoli.

### Les tours circulaires
Les tours circulaires (del Salto et del Cavaliere) sont probablement de l'époque angevine, toutes deux sont équipées de corbeaux qui supportaient probablement un chemin de ronde (peut-être en bois et aujourd'hui complètement disparu), les deux tours circulaires sont reliées par un passage étroit dont la base est un escarpement et au sommet se trouvent les endroits où était placée l'artillerie lourde à la fin du Moyen Âge. Les armoiries de la famille Imperiali sont gravées sur l'une de ces tours.
Il faut souligner que la zone sud du manoir est bien mieux défendue que le reste de la forteresse car c'était le point le plus vulnérable, car la colline était moins raide, et plus exposé aux attaques car c'était le plus direct avec le centre-ville. Une légende accompagne la soi-disant Torre del Salto, ainsi appelée parce que, en raison d'une cour non désirée et d'un mariage forcé qui a suivi, une dame a décidé de se jeter de la tour, se suicidant. Les croyances populaires disent que certaines nuits, on peut voir la dame derrière certaines fenêtres du manoir.
L'autre tour circulaire doit son nom à des raisons architecturales, étant donné que les tours circulaires qui se confondaient avec une muraille étaient appelées tours de chevalier. La tour des chevaliers est la tour dans laquelle les chevaliers s'armaient et s'habillaient. On y retrouve diverses gravures de soldats de la Seconde Guerre mondiale qui s'y sont réfugiés.

### La place d'armes
L'ensemble du bâtiment se développe autour d'une cour en forme de triangle isocèle. Cette place d'armes pourrait probablement contenir un nombre élevé d'hommes armés, de l'ordre de 3 000 à 5 000. De plus, dans cette cour, au pied de la Torre del Salto au sud-est, vous pouvez accéder à la crypte des saints Crisant et Daria. L'entrée est marquée par des colonnes, appartenant peut-être à l'ancienne église byzantine, dont il reste un souvenir dans les arcs du mur sud du château mis au jour à la suite de récents travaux de restauration et autrefois cachés par une imposante formation de lierre. Dans la cour, on voit désormais l'accès à un passage souterrain qui (généralement caché) servait à s'échapper du château et de la ville en cas de siège. On suppose que ce tunnel (aujourd'hui interrompu) s'est étendu sous terre sur plusieurs kilomètres, à tel point que la tradition urbaine veut qu'il atteigne la ville de Brindisi, située à environ 35 km (tradition évidemment très exagérée), mais le tunnel dépassait certainement les murs d'enceinte.

### La crypte
Mis au jour en 1822, elle est historiquement attribuée à la volonté de l'évêque Théodose (vers 850-895) d'abriter les reliques des saints Crisant et Daria reçues en cadeau du pape Étienne V. Un escalier, ouvert dans la cour du Le château souabe, creusé dans la roche, permet l'accès au petit bâtiment. Elle fut enterrée au XIIIe siècle lors de la rénovation du terrain sur lequel fut bâtie la construction de l'empereur Frédéric II. On ne sait pas quelle était l'étendue de la crypte à l'époque. De plan longitudinal, l'église creusée dans le rocher de l'ancienne acropole messapienne est en réalité presque entièrement construite en blocs de calcarénite et possède une seule abside située à l'ouest. L'emplacement de l'abside à l'ouest (typique des églises païennes) amène d'autres chercheurs à imaginer que l'église était antérieure à la période byzantine, voulant même la faire remonter à la période messapienne. Les dômes constituent l'exemple le plus ancien de la région de cette toiture à tholos (plus tard répandue dans le trullo). Rien des décorations primitives et des fresques du passé n'est resté. Les fresques visibles aujourd'hui, dont une seule est en bon état de conservation et porte la date de 1636 (on reconnaît l'image du Christ sur le trône), datent toutes d'après le XIIIe siècle.

## Galerie

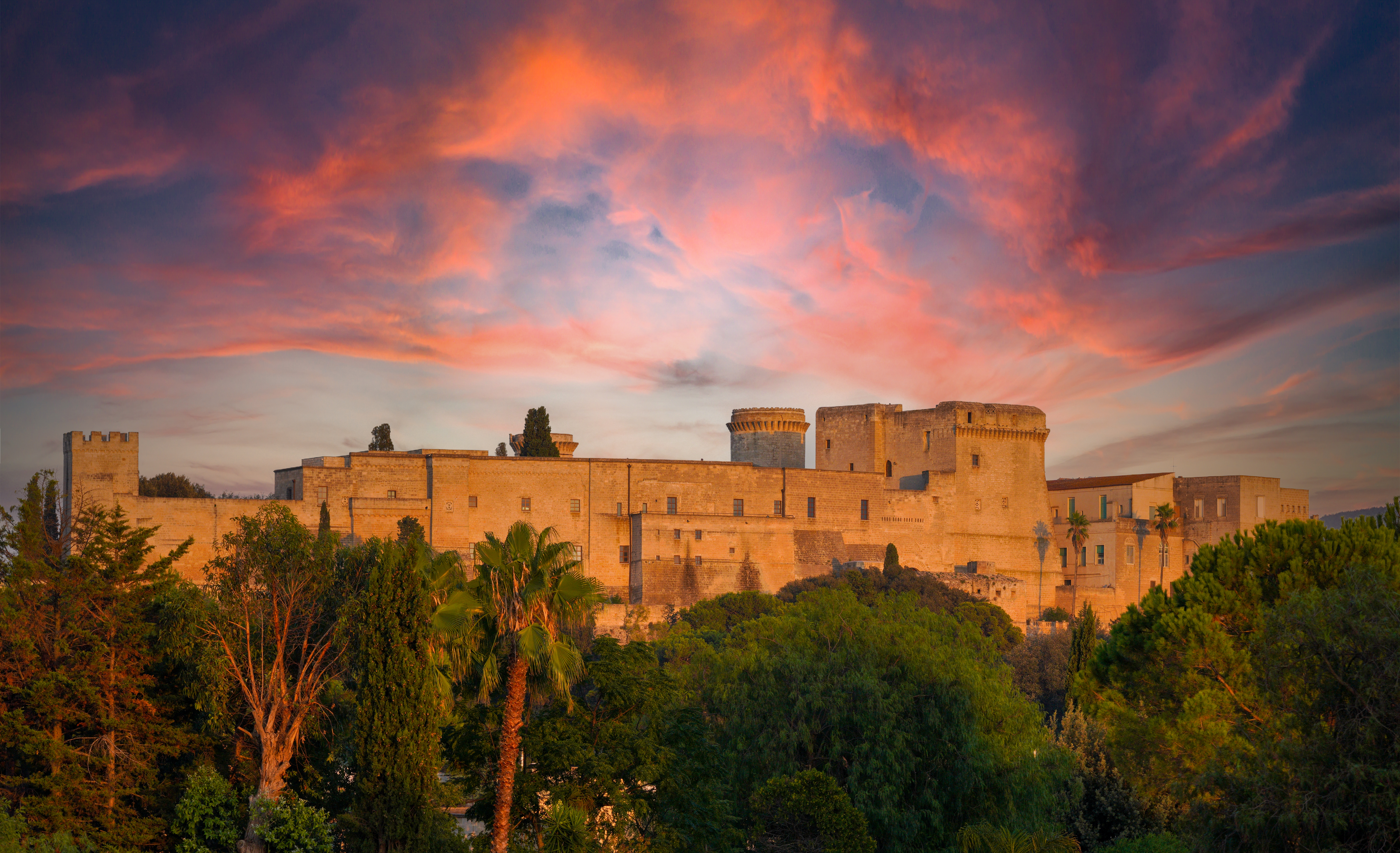
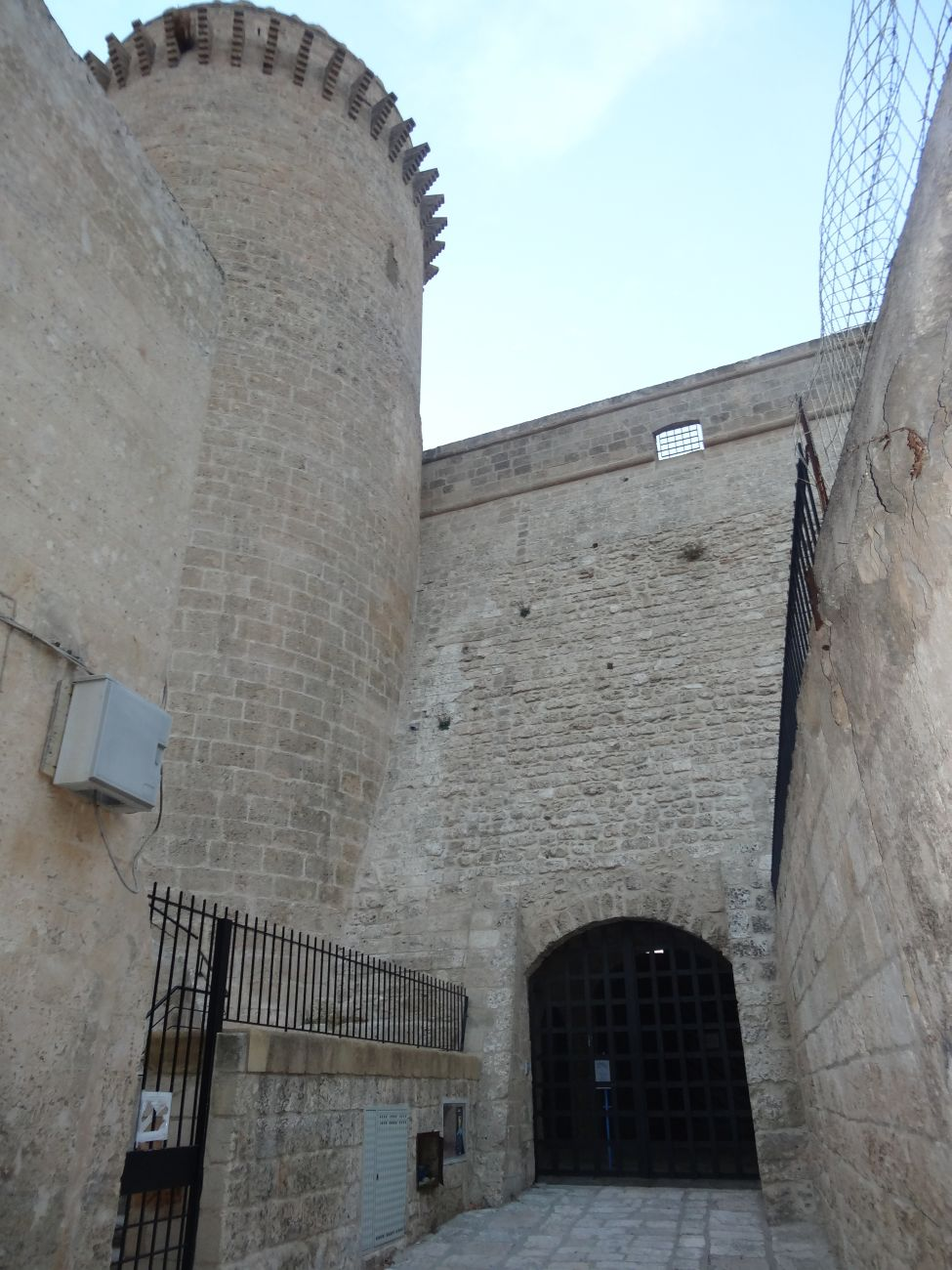